# Garelli KL100
Garelli KL100 bezeichnet eine Reihe von Leichtkrafträdern des italienischen Herstellers Garelli, die zwischen 1964 und 1972 produziert wurden. Die Modelle wurden hauptsächlich in den USA vertrieben, die KL100 (Straßenversion) gab es auch in Großbritannien.

## Modellvarianten
- Garelli KL100: Straßenversion (1964–1966)
- Garelli Rex KL100: Geländeversion (1965–1967)
- Garelli KL100 Gypsy: Geländversion mit Sachs M-100 Motor (1967–1972)

## Technische Daten (Auswahl)
| Modell      | Baujahr   | Hubraum | Leistung | Motortyp | Getriebe            | Reifengröße |
| ----------- | --------- | ------- | -------- | -------- | ------------------- | ----------- |
| KL100       | 1964      | 94 cm³  | 7,0 PS   | 374 hRKY | 4-Gang-Fußschaltung | 19 Zoll     |
| KL100       | 1965      | 94 cm³  | 5,5 PS   | 374 gRKY | 4-Gang-Fußschaltung | 19 Zoll     |
| Rex KL100   | 1965      | 94 cm³  | 7,0 PS   | 374 hRKY | 4-Gang-Fußschaltung | 18 Zoll     |
| Rex KL100   | 1966      | 94 cm³  | 5,5 PS   | 374 gRKY | 4-Gang-Fußschaltung | 18 Zoll     |
| KL100 Gypsy | 1967      | 97 cm³  | 11,0 PS  | Sachs    | 4-Gang-Fußschaltung | 17 Zoll     |
| KL100 Gypsy | 1968–1970 | 97 cm³  | 7,0 PS   | Sachs    | 4-Gang-Fußschaltung | 17 Zoll     |